# Robin Olds
Robin Olds (14. července 1922 Honolulu, Havaj, Spojené státy americké – 14. června 2007 Steamboat Springs, Colorado, Spojené státy americké) byl americký letec bojující jako stíhací pilot ve druhé světové válce a ve vietnamské válce. V obou konfliktech dosáhl celkem 16 sestřelů (12 ve druhé světové válce a 4 ve vietnamské válce). Americké letectvo opustil roku 1973 v hodnosti brigádního generála. Roku 2001 byl uveden do americké Národní letecké síně slávy. Jeho letouny nesly pojmenování „Scat“ doplněné číslicí.

## Život

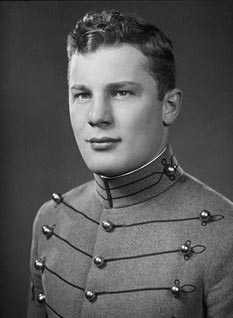
Robin Olds během studií ve West Pointu

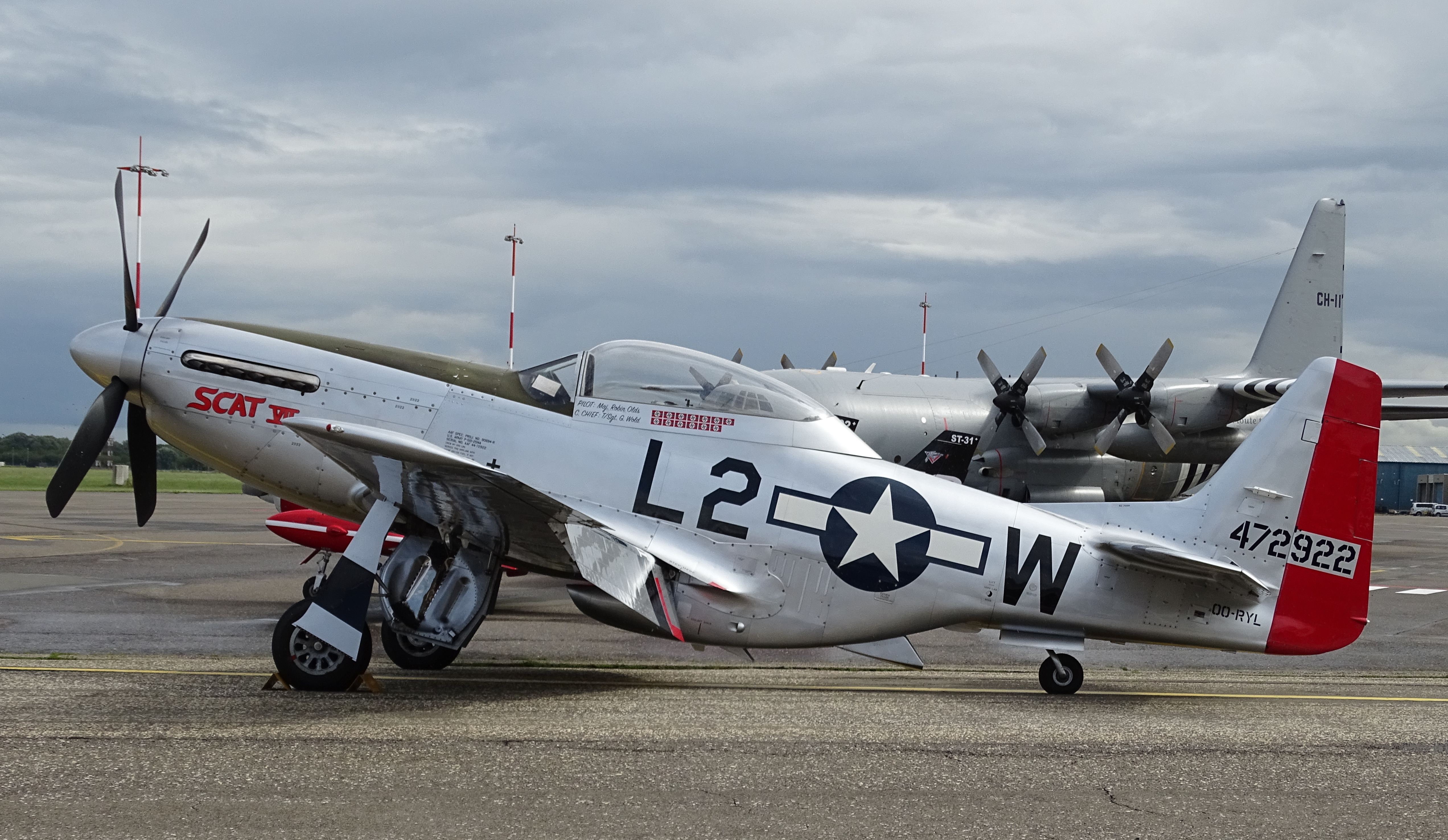
Stíhací letoun TF-51D Mustang „Scat VII“ (sériové číslo 44-72922) ve zbarvení z doby, kdy s ním za války létal Robin Olds

### Mládí
Pocházel z vojenské rodiny. Roku 1922 se narodil v Honolulu na Havaji jako Robert Oldys Jr. Byl starším ze dvou synů, kteří vzešli z druhého manželství kapitána (později generálmajora) Roberta Oldyse a Eloise Wichman Nott Oldys, která však zemřela v jeho čtyřech letech. Další sourozence měl Olds z prvního i třetího manželství svého otce. Otec Robert Olds byl za první světové války leteckým instruktorem ve Francii, byl pobočník generála Billyho Mitchella v letech 1922–1925 a přední zastánce strategického bombardování. Jejich dům v Langley navštěvovala řada osobností tehdejšího letectví (Eddie Rickenbacker, Ernst Udet, Carl Andrew Spaatz). Ve službě dosáhl generálské hodnosti. V roce 1931 celá rodina změnilo jméno z Oldys na Olds. 
Malého Robina Oldse toho prostředí ovlivnilo a odmala chtěl být letcem. V letadel se poprvé proletěl v osmi letech, v dvojplošníku pilotovaném jeho otcem. Ve dvanácti letech jej otec poprvé vzal na návštěvu vojenské akademie ve West Pointu. Po střední škole začal navštěvovat přípravku na West Point.

### Druhá světová válka
Když v roce 1939 vypukla válka v Evropě, Olds měl zájem vstoupit do Kanadského královského letectva, ale mu odmítl dát souhlas, dokud nedostuduje. Od 1. června 1940 Robin Olds studoval na vojenské akademii ve West Pointu. Základní letecký výcvik dokončil na Vánoce 1942 v soukromé letecké škole Spartan School of Aeronautics v Oklahomě. Pokračovací výcvik absolvoval na Stewardově letecké základně. Dne 30. května 1943 mu pilotní odznak předal osobně generál Henry H. Arnold. Dne 1. června 1943 byl Olds slavnostně vyřazen.
Oldse čekalo ještě přeškolení na dvoumotorové letouny a typové zkoušky na stíhací letoun Lockheed P-38 Lightning na letišti Williams Field v Arizoně. Poté byl přidělen 434. stíhací peruti (434th Fighter Squadron) 479. stíhací skupiny (479th Fighter Group), operující ze základny RAF Wattisham v Anglii. Do Evropy se přesunul na palubě transportu SS Argentina.
Svůj první bojový let Olds uskutečnil dne 26. května 1944 s letounem P-38J Lightning (sériové číslo 43-28707), který pojmenoval „Scat II“. V rámci příprav na vylodění v Normandii doprovázel bombardéry. Doprovodu bombardérů a útokům na pozemní cíle se věnoval i během dalších akcí. Dne 24. července 1944 byl povýšen na kapitána.
S nepřátelskými letouny se Olds poprvé střetl 14. srpna 1944 při misi, jejímž cílem byl most u francouzského Montmirailu. Po startu za tmy nenašel ostatní letouny a na cíl zaútočil samostatně. Poté si všiml dvou německých letounů Focke-Wulf Fw 190 a oba je sestřelil. Dne 23. srpna 1944 se Olds účastnil náletu na Wismar. Američané se přitom střetli se skupinou asi padesáti stíhacích letounů Messerschmitt Bf 109. Sám Olds sestřelil dva a třetí následně během návratu na základnu. Během dvou úspěšných letů se stal leteckým esem, dokonce prvním leteckým esem celé 479. stíhací skupiny.
V září 1944 se 479. stíhací skupina přeškolila na letouny P-51 Mustang. V říjnu 1944 Old sestřelil německý Fw 190. V listopadu dokončil svůj první turnus s náletem 270 hodin a odjel na dva měsíce domů. Do Anglie ke 434. stíhací peruti se vrátil 15. ledna 1945. V únoru 1945 u Madgeburgu sestřelil letoun Bf 109. Dne 25. března 1945 převzal velení své 434. stíhací perutě. Dne 7. dubna 1945 Olds dosáhl posledního úspěchu. Při doprovodu bombardérů B-24 Liberator nad Lüneburg sestřelil Bf 109. Další úspěchy získal při útocích na pozemní cíle.
Za druhé světové války Olds absolvoval celkem 107 bojových letů, při kterých sestřelil 12 nepřátelských letounů a dalších 11,5 zničil na zemi.

### Studená válka

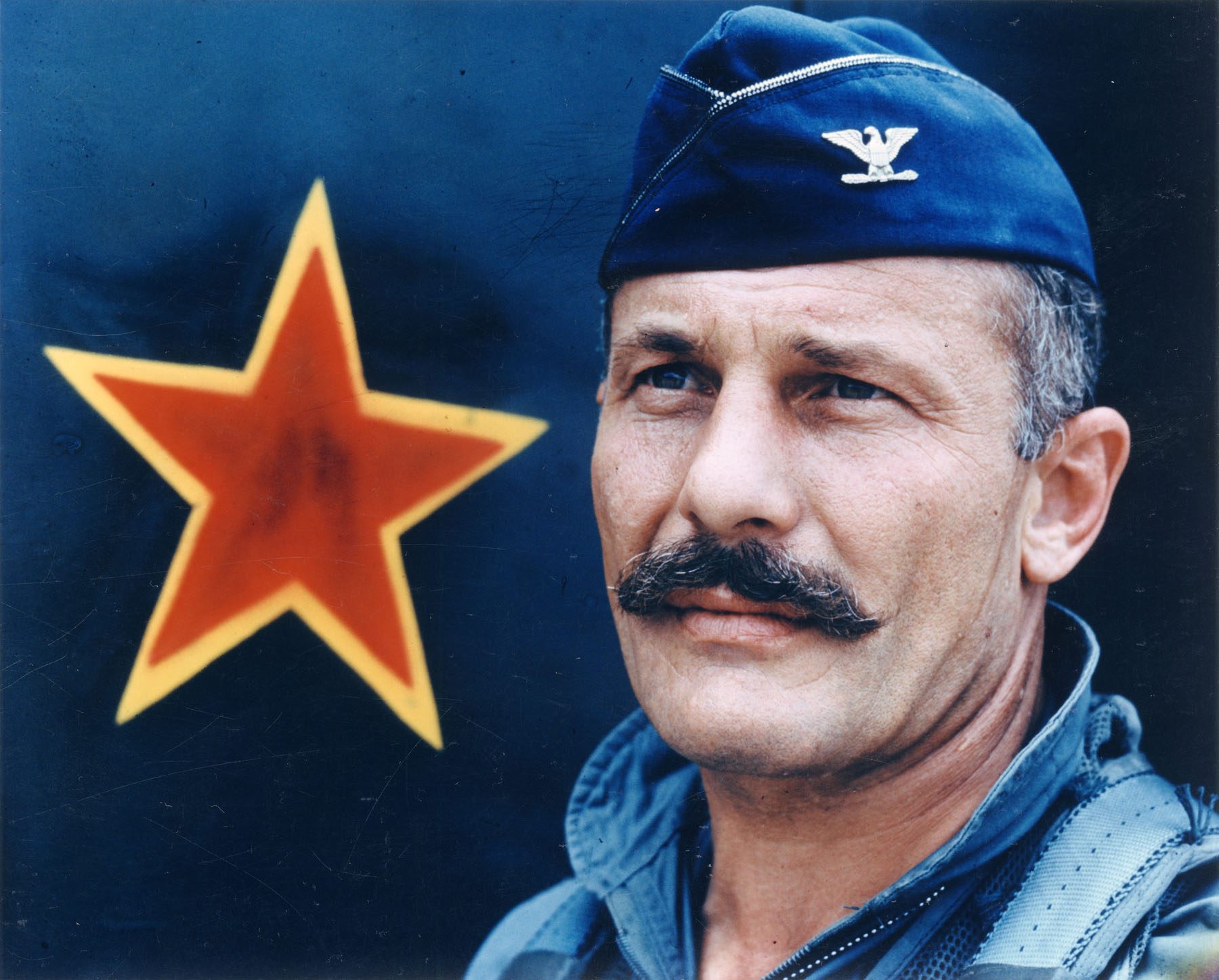
Robin Olds se svým typickým knírem během služby ve vietnamské válce.

Po válce Olds přešel do nově vzniklého letectva Spojených států amerických. Jeho první proudovou stíhačkou byl typ P-80A Shooting Star, na který se přeškolil v únoru 1946. V dubnu 1946 Olds a John „Pappy“ Herbst vytvořili první akrobatickou dvojici na proudových letounech v USA. S letounem P-80A Shooting Star roku 1946 Olds zvítězil v proudové sekci leteckých závodů kolem pylonů Thompson Trophy Race.
Dne 6. února 1947 se Olds oženil s herečkou Ellou Rainesovou. Měli spolu dcery Christinu a Susan. Rozvedli se 15. listopadu 1976.
Do října 1948 Olds v rámci výměny velel 1. peruti RAF na základně RAF Tangmere. Jednotka byla vybavena letouny Gloster Meteor F. Mk.IV. Olds byl prvním cizincem, který v poválečném období velel peruti RAF. Po návratu do Spojených států amerických se přeškolil na F-86A Sabre. Krátce byl operačním důstojníkem 94. stíhací perutě (94th Fighter Squadron) a poté převzal velení 71. stíhací perutě (71st Fighter-Interceptor Squadron) fungující pod Velitelstvím protivzdušné obrany (Air Defence Command). Obě jednotky byly vybavené letouny F-86A Sabre. Přestože Olds opakovaně žádal o vyslání do korejské války, nebyl uvolněn a zklamaný zvažoval i odchod od letectva.
V dubnu 1953 byl Olds povýšen na plukovníka. Od října 1955 do srpna 1956 Olds velel 86. stíhací skupině (86th Fighter-Interceptor Group) operující se záchytnými stíhacími letouny F-86D Sabre z letecké základny Ramstein u Landstuhlu. V letech 1958–1963 studoval National War College ve Washingtonu, D.C.. Od září 1963 do července 1965 velel 81. taktickému stíhacímu křídlu (81st Tactical Fighter Wing) operujícímu s letouny F-101 Voodoo ze základny RAF Bentwaters v Anglii. V rámci jednotky Olds sestavil vlastní display team, který se veřejnosti představil na dnu otevřených dveří základny RAF Bentwaters. Za to mu byl zrušen návrh na vyznamenání Legion of Merit, byl zbaven velení 81. taktického stíhacího křídla a přesunut na velitelství 9. letecké armády v Jižní Karolíně.

### Vietnamská válka

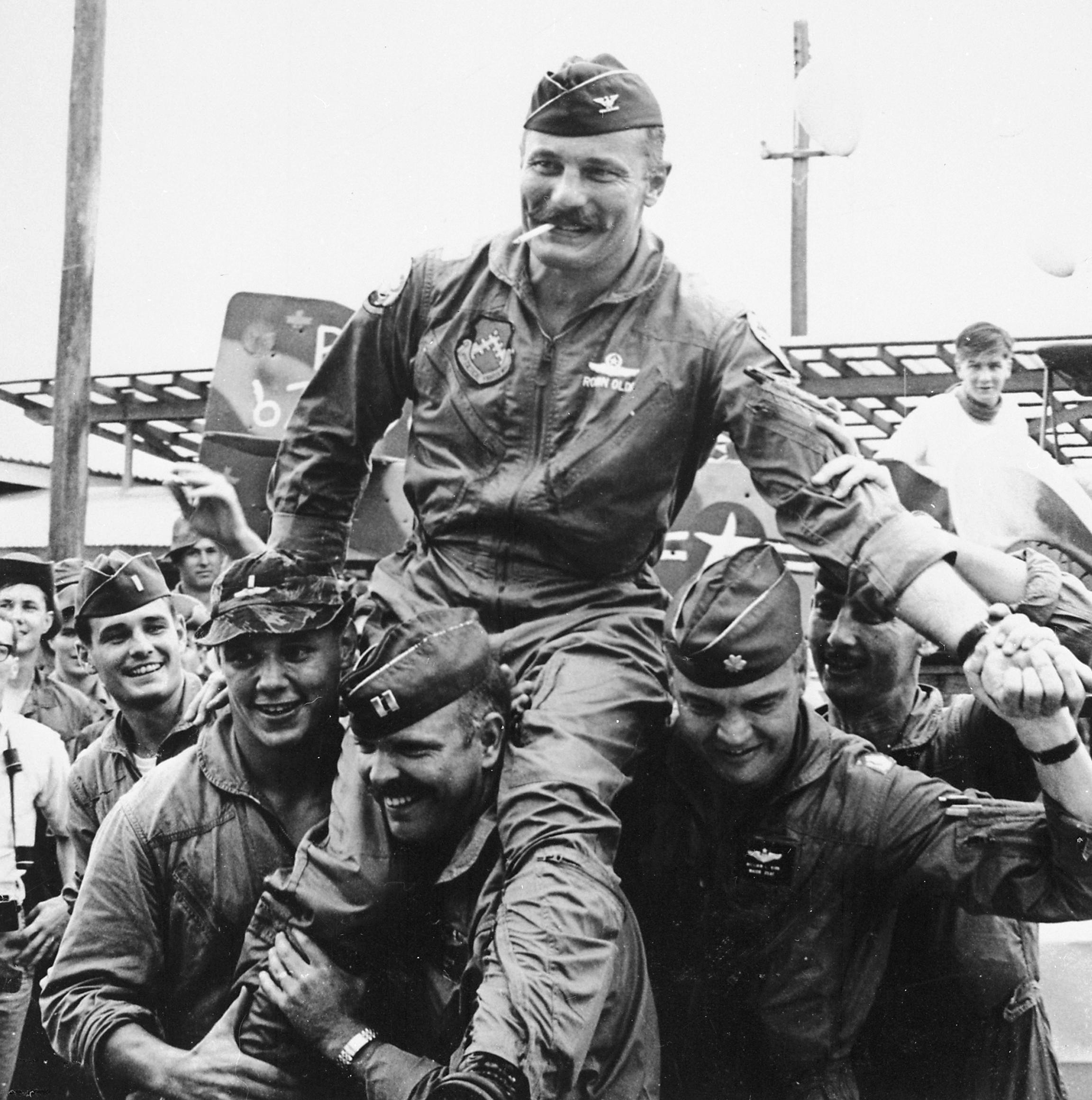
Robin Olds po návratu z posledního bojového letu na Severním Vietnamem

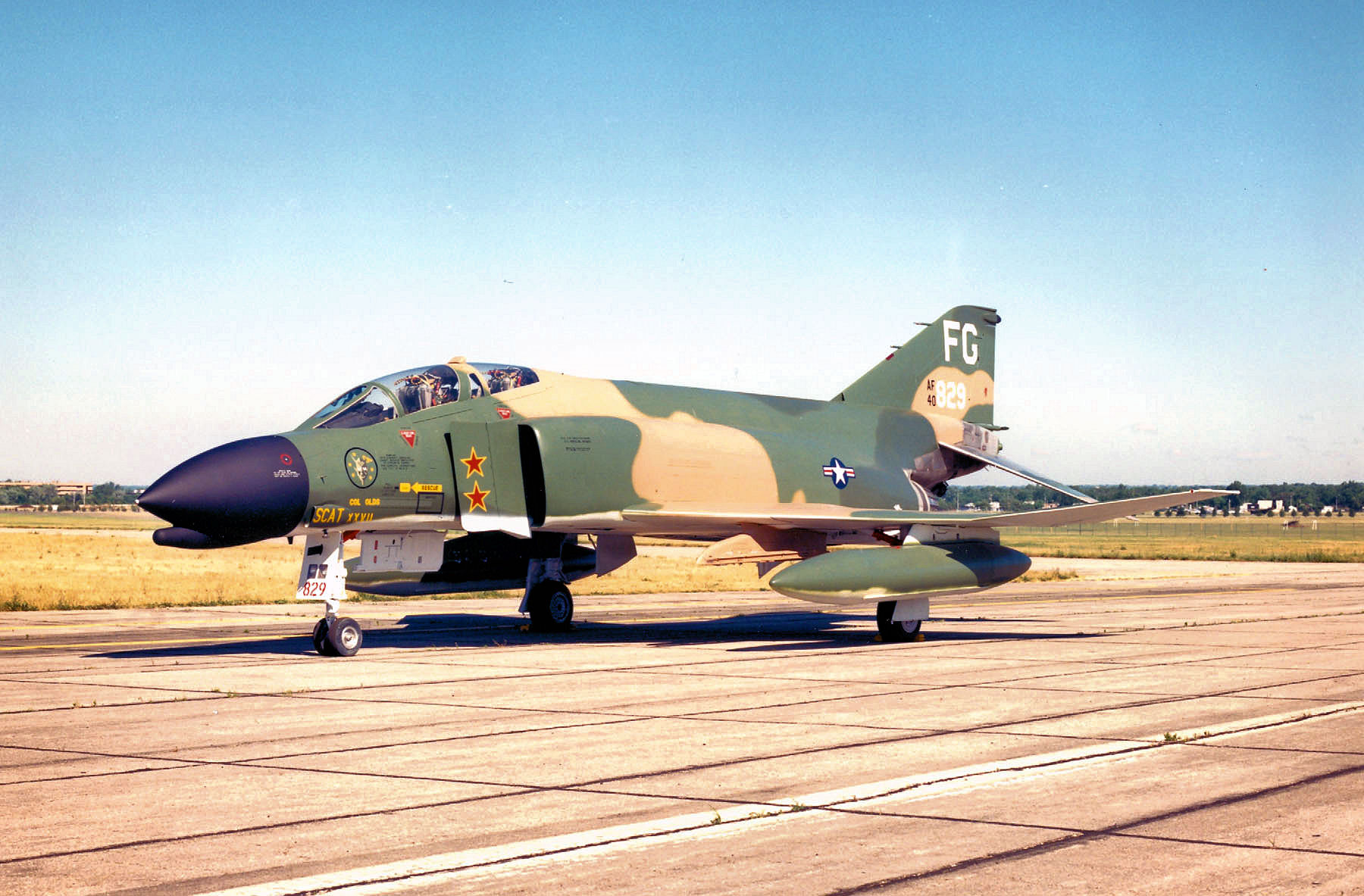
Ve vietnamské válce Olds létal s tímto stíhacím letounem F-4C Phantom II „Scat XXVII“ (sériové číslo 64-0829), který zůstal zachován v Národním muzeu Letectva Spojených států amerických

Válka ve Vietnamu byla pro Oldse poslední příležitostí si bojově zalétat. Proto v září 1966 zažádal o velení jakémukoliv wingu létajícímu se stíhacími letouny F-4C Phantom II v jihovýchodní Asii. Přeškolení na nový typ zvládl za pět dnů. Ještě v září 1966 Olds převzal velení 8. taktickému stíhacímu křídlu (8th Tactical Fighter Wing), působící z letecké základny Ubon u města Ubon Ratčathani v Thajsku.
Jednotka nebyla v dobré kondici, měla velké ztráty a trpěla nedostatkem iniciativy pilotů. Podepsala se na tom nezkušenost předchozího velitele Josepha G. Wilsona a předepsaná pravidla boje (Rules of engagement, ROE). Operace probíhaly velmi stereotypně a byly zakázány útoky na letadla na zemi, kvůli obavám z eskalace konfliktu při zasažení Sovětů nebo Číňanů. Olds si za své zástupce vybral Vermonta Garrisona a Daniela Jamese Jr., který se později stal jako první černoch čtyřhvězdičkovým generálem. Začal také létat na mise, v nováčkovské pozici na konci formace. Ve snaze povzbudit morálku Olds inicioval Operaci Bolo.
Operace Bolo byla reakcí na vážné ztráty utrpěné americkým letectvem během bombardovací kampaně Operace Rolling Thunder zahájené v březnu 1966. Americkým stíhacím bombardérům F-105 Thunderchief způsobovala vážné stráty protiletadlová obrana i nejmodernější severovietnamské stíhací letouny MiGy-21PFL, využívající taktiku „udeř a uteč“, aby se nedostaly do střetu s doprovodnými stíhacími letouny F-4C Phantom II. Skupina vedená Robinem Oldsem vymyslela taktiku, podle které se stíhačky F-4C Phantom II vydávaly za stíhací bombardéry F-105, aby severovietnamské MiGy vylákaly do boje. Operace se uskutečnila 2. ledna 1967. V letecké bitvě Američané bez vlastních ztrát nárokovali sedm MiGů-21 (pět bylo později potvrzeno vietnamskou stranou) a další dva pravděpodobně. Sám velitel Robin Olds dosáhl jednoho sestřelu. Stal se tak prvním americkým leteckým esem, které dosáhlo sestřelu ve druhé světové i vietnamské válce. Ztráty MiGů-21 při operaci Bolo a dalších akcích v lednu 1967 vedly k uzemnění MiGů-21 na čtyři měsíce.
Dne 6. května 1967 Olds dosáhl svého druhého sestřelu ve Vietnamu. Stalo se tak při doprovodu stíhacích bombardérů F-105 Thunderchief. Olds letěl s letounem F-4C Phantom II (sériové číslo 63-7668). Jeho obětí byl opět MiG-21, který zasáhl řízenou střelou AIM-9 Sidewinder.
Dne 11. srpna 1967 Olds vedl osm letounů F-4C Phantom II k úderu na most Paula Doumera přes Rudou řeku, který byl strategickou spojnicí Hanoje s přístavem Haiphong. Prezident Spojených států amerických mu za tuto misi udělil Kříž letectva (Air Force Cross).
Poslední bojovou misi Olds uskutečnil 23. září 1967. Pátý sestřel Olds přenechával svým kolegům, něboť měl od přátel informaci o nařízení ministra obrany Harolda Browna, aby byl po pátém sestřelu stažen. Ve vietnamské válce Olds uskutečnil celkem 152 bojových letů (jiný pramen uvádí 107), při kterých sestřelil čtyři letouny (dva MiG-17 a dva MiG-21).

### Další roky
Po návratu Olds zastával různé funkce na velitelství USAF. Dne 1. června 1968 byl povýšen do hodnosti brigádního generála. V roce 1971 prosadil inspekční cestu na prověření připravenosti pilotů USAF na základnách v Thajsku. Příležitost využil k provedení několika „neautorizovaných“ letů. Kritizoval nadměrnou byrokracii a nedostatečnou přípravu pilotů pro vedení manévrového boje. Působil na United States Air Force Academy (USAFA) a letecké základně Norton v Kalifornii. Armádu opustil 31. května 1973. Věnoval se práci v městské radě ve Steamboat Springs ve státě Colorado. Roku 1978 se podruhé oženil s Abigail Morgan Sellers Barnett. Rozvedli se roku 1993. Roku 2007 Olds zemřel na náhlou srdeční příhodu. Je pohřben na hřbitově letecké akademie v Colorado Springs v Coloradu.